# Pantelia
Pantelia is een geslacht van rechtvleugeligen uit de familie doornsprinkhanen (Tetrigidae). De wetenschappelijke naam van dit geslacht is voor het eerst geldig gepubliceerd in 1887 door Bolívar.

## Soorten
Het geslacht Pantelia  is monotypisch en omvat slechts de volgende soort:
- Pantelia horrenda (Walker, 1871)